# Pierre de Thoisy

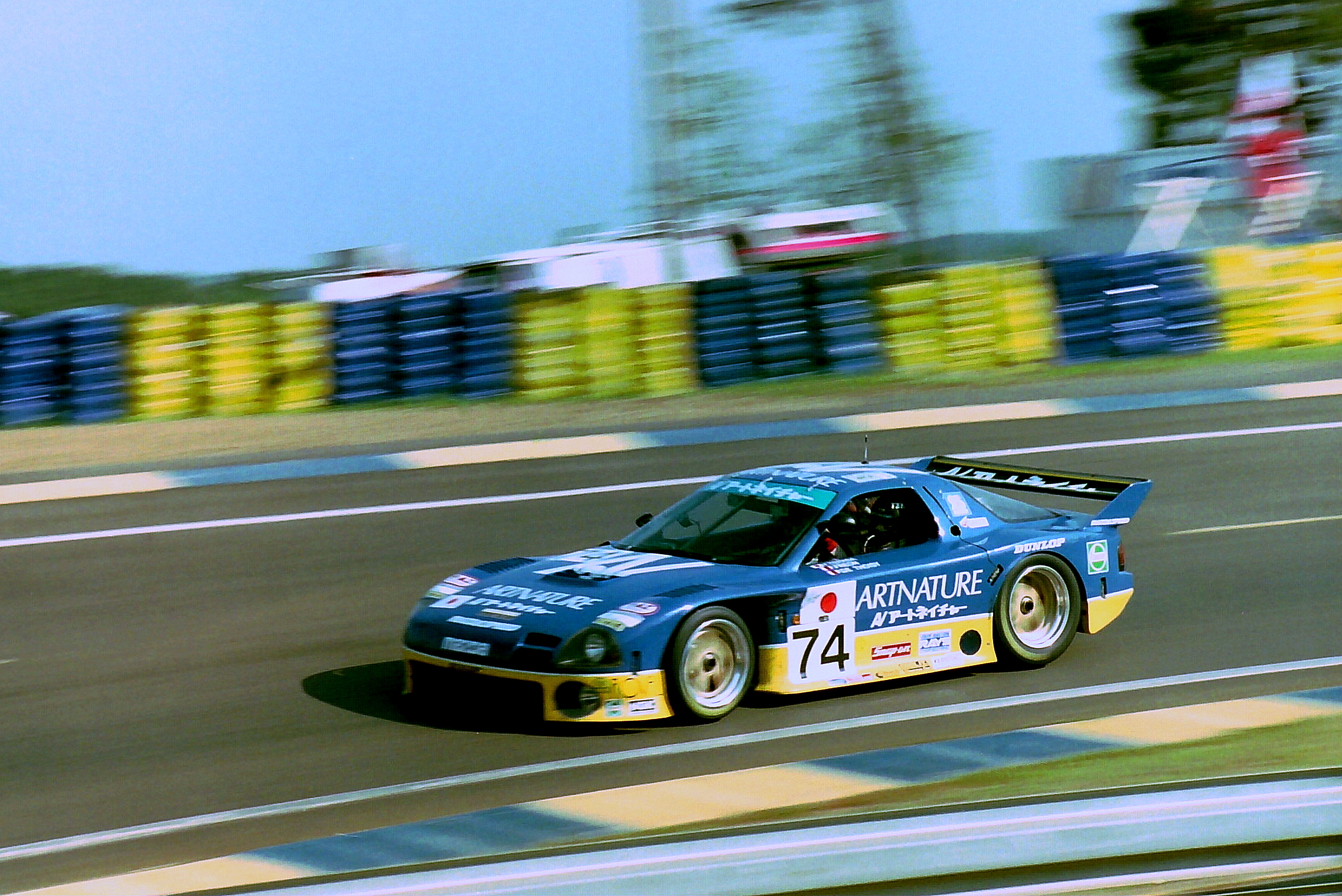
Der Mazda RX GTO von Yōjirō Terada, Franck Fréon und Pierre de Thoisy beim 24-Stunden-Rennen von Le Mans 1994

Pierre de Thoisy (* 5. Oktober 1953 in Étroussat) ist ein ehemaliger französischer Automobilrennfahrer.

## Karriere
Pierre de Thoisy begann seine Motorsportkarriere 1983 in der französischen Tourenwagenmeisterschaft und beendete die Saison mit dem 14. Rang in der Gesamtwertung. Nach einem Abstecher in die französische Formel-3-Meisterschaft 1984 fuhr er beständig Touren- und Sportwagenrennen.
1984 gab er sein Debüt beim 24-Stunden-Rennen von Le Mans mit einem elften Platz in der Gesamtwertung. Bis 1999 war er zwölfmal bei diesem Rennen am Start. Beste Platzierung blieb der elfte Rang 1984. 1993 beendete er das Rennen an der 16. Stelle im Gesamtklassement und wurde dadurch Zweiter in der GT2-Klasse. Seinen letzten Auftritt in Le Mans hatte er 1999, als Partner des ehemaligen Formel-1-Piloten Jean-Pierre Jarier und von Sébastien Bourdais, der seine Zeit in der höchsten Monoposto-Klasse noch vor sich hatte. Das Rennen endete für das Trio nach einem Motorschaden am Porsche 911 GT2 vorzeitig.
Ende der 1990er-Jahre bestritt er auch Rennen im Renault-Spider-Europe-Cup.
Nach dem Ende seiner aktiven Karriere arbeitete de Thoisy als Geschäftsführer und Marketingverantwortlicher bei Pescarolo Sport und gewann zwischen 1997 und 2007 siebenmal die historische Carrera Panamericana.

## Statistik

### Le-Mans-Ergebnisse
| Jahr | Team                 | Fahrzeug                | Teamkollege        | Teamkollege        | Platzierung             | Ausfallgrund      |
| ---- | -------------------- | ----------------------- | ------------------ | ------------------ | ----------------------- | ----------------- |
| 1984 | Helmut Gall          | BMW M1                  | Philippe Dagoreau  | Jean-François Yvon | Rang 14 und Klassensieg |                   |
| 1985 | Jean-Philippe Grand  | Rondeau M482            | Patrick Gonin      | Pascal Witmeur     | Ausfall                 | Motorschaden      |
| 1986 | Gebhardt Motorsport  | Gebhardt JC853          | Stanley Dickens    | Jean-François Yvon | Ausfall                 | Unfall            |
| 1987 | Brun Motorsport      | Porsche 962C            | Michel Trollé      | Paul Belmondo      | Ausfall                 | Unfall            |
| 1988 | Spice Engineering    | Spice SE88C             | Ray Bellm          | Gordon Spice       | Rang 13 und Klassensieg |                   |
| 1989 | France Prototeam     | Spice SE88C             | Bernard Thuner     | Raymond Touroul    | Ausfall                 | Chassis gebrochen |
| 1990 | Team Davey           | Porsche 962C            | Katsunori Iketani  | Patrick Trucco     | Rang 26                 |                   |
| 1991 | Alméras Fréres       | Porsche 962C            | Jacques Alméras    | Jean-Marie Alméras | Ausfall                 | Unfall            |
| 1993 | Jack Leconte         | Porsche 911 Carrera RSR | Jesús Pareja       | Jack Leconte       | Rang 16                 |                   |
| 1994 | Team Arnature        | Mazda RX-7 GTO          | Yōjirō Terada      | Franck Fréon       | Rang 15                 |                   |
| 1995 | Elf Haberthur Racing | Porsche 911 GT2         | Charles Margueron  | Philippe Siffert   | Ausfall                 | Unfall            |
| 1999 | Larbre Compétition   | Porsche 911 GT2         | Jean-Pierre Jarier | Sébastien Bourdais | Ausfall                 | Motorschaden      |

### Einzelergebnisse in der Sportwagen-Weltmeisterschaft
| Saison | Team                | Rennwagen      | 1   | 2   | 3   | 4   | 5   | 6   | 7   | 8   | 9   | 10  | 11  | 12  | 13  | 14  | 15  | 16  | 17  |
| ------ | ------------------- | -------------- | --- | --- | --- | --- | --- | --- | --- | --- | --- | --- | --- | --- | --- | --- | --- | --- | --- |
| 1979   | Classics Automobile | BMW 3.0 CSL    | DAY | SEB | MUG | TAL | DIJ | RIV | SIL | NÜR | LEM | PER | DAY | WAT | SPA | BRH | ROA | VAL | ELS |
| 1979   | Classics Automobile | BMW 3.0 CSL    |     |     |     |     |     |     |     |     |     | DNF |     |     |     |     |     |     |     |
| 1981   | Belgian VW Club     | VW Golf        | DAY | SEB | MUG | MON | RIV | SIL | NÜR | LEM | PER | DAY | WAT | SPA | MOS | ROA | BRH |     |     |
| 1981   | Belgian VW Club     | VW Golf        |     |     |     |     |     |     |     | DNF |     |     |     |     |     |     |     |     |     |
| 1984   | Helmut Gall         | BMW M1         | MON | SIL | LEM | NÜR | BRH | MOS | SPA | IMO | FUJ | KYA | SAN |     |     |     |     |     |     |
| 1984   | Helmut Gall         | BMW M1         | 14  |     |     |     |     |     |     |     |     |     |     |     |     |     |     |     |     |
| 1985   | Jean-Philippe Grand | Rondeau M482   | MUG | MON | SIL | LEM | HOK | MOS | SPA | BRH | FUJ | SEL |     |     |     |     |     |     |     |
| 1985   | Jean-Philippe Grand | Rondeau M482   | DNF |     |     |     |     |     |     |     |     |     |     |     |     |     |     |     |     |
| 1986   | Gebhardt Motorsport | Gebhardt JC853 | MON | SIL | LEM | NÜN | BRH | JER | NÜR | SPA | FUJ |     |     |     |     |     |     |     |     |
| 1986   | Gebhardt Motorsport | Gebhardt JC853 | DNF |     |     |     |     |     |     |     |     |     |     |     |     |     |     |     |     |
| 1987   | Brun Motorsport     | Porsche 962    | JAR | JER | MON | SIL | LEM | NÜN | BRH | NÜR | SPA | FUJ |     |     |     |     |     |     |     |
| 1987   | Brun Motorsport     | Porsche 962    |     | DNF |     |     |     |     |     |     |     |     |     |     |     |     |     |     |     |
| 1988   | Spice Engineering   | Spice SE88C    | JER | JAR | MON | SIL | LEM | BRÜ | BRH | NÜR | SPA | FUJ | SAN |     |     |     |     |     |     |
| 1988   | Spice Engineering   | Spice SE88C    |     | 13  |     |     |     |     |     |     |     |     |     |     |     |     |     |     |     |
| 1991   | Alméras Fréres      | Porsche 962    | SUZ | MON | SIL | LEM | NÜR | MAG | MEX | AUT |     |     |     |     |     |     |     |     |     |
| 1991   | Alméras Fréres      | Porsche 962    | DNF |     |     |     |     |     |     |     |     |     |     |     |     |     |     |     |     |